# 雷莫·博代
雷莫·博代（意大利语：Remo Bodei，1938年8月3日—2019年11月7日），意大利哲学家，出生于撒丁島卡利亚里。曾在加利福尼亚大学洛杉矶分校，比萨大学和比萨高等师范学院任教。

## 思想领域
博代最初的兴趣是德国观念论，在将约翰-卡尔-弗里德里希-罗森克朗茨（Johann Karl Friedrich Rosenkranz）的重要作品《黑格尔的生活》（Hegels Leben）翻译成意大利文后，他又以基本专著《黑格尔的体系与时代》（Sistema ed epoca in Hegel）首次亮相。作为荷尔德林诗歌的狂热信徒，他将相当有意义的文章献给了《海伯利安》的作者。通过《激情的几何》一书，他还将自己的沉思扩展到了现代哲学的主角，如笛卡尔、霍布斯，特别是斯宾诺莎。
博代研究20世纪乌托邦思想家，特别是恩斯特·布洛赫的异端马克思主义。西奥多·阿多诺和瓦尔特·本雅明等法兰克福学派作家。他介入了意大利政治哲学的讨论，特别是与诺贝托·博比奥、米开朗基罗·博韦罗、萨尔瓦托·维卡和尼古拉·巴达罗尼进行了对抗和对话。
在关于美学的研究中，他编辑了约翰·卡尔·弗里德里希·罗森克朗茨的《丑陋美学》，并分析了一些核心概念，如美丽和悲剧的范畴。他不断关注西格蒙德·弗洛伊德和精神分析的发展，关注譫妄的逻辑，关注看似日常但令人震惊的现象，如似曾相识的体验。作为一个世俗理性的哲学家，在《基督教中的无神论》的作者恩斯特·布洛赫之后，他也试图从“强迫内部”的理论家，希波的奥古斯丁（Augustine of Hippo）那里提炼出“爱的命令”的可能路线，能够保证我们的身份，正如教父所希望的，我们将完全成为自己：Die septimus, nos ipsi erimus（在第七天我们将成为自己）。